# Lissowody
Lissowody (ukrainisch Лісоводи; russisch Лесоводы Lessowody, polnisch Łysowody) ist ein Dorf in der ukrainischen Oblast Chmelnyzkyj mit etwa 3000 Einwohnern (2001).

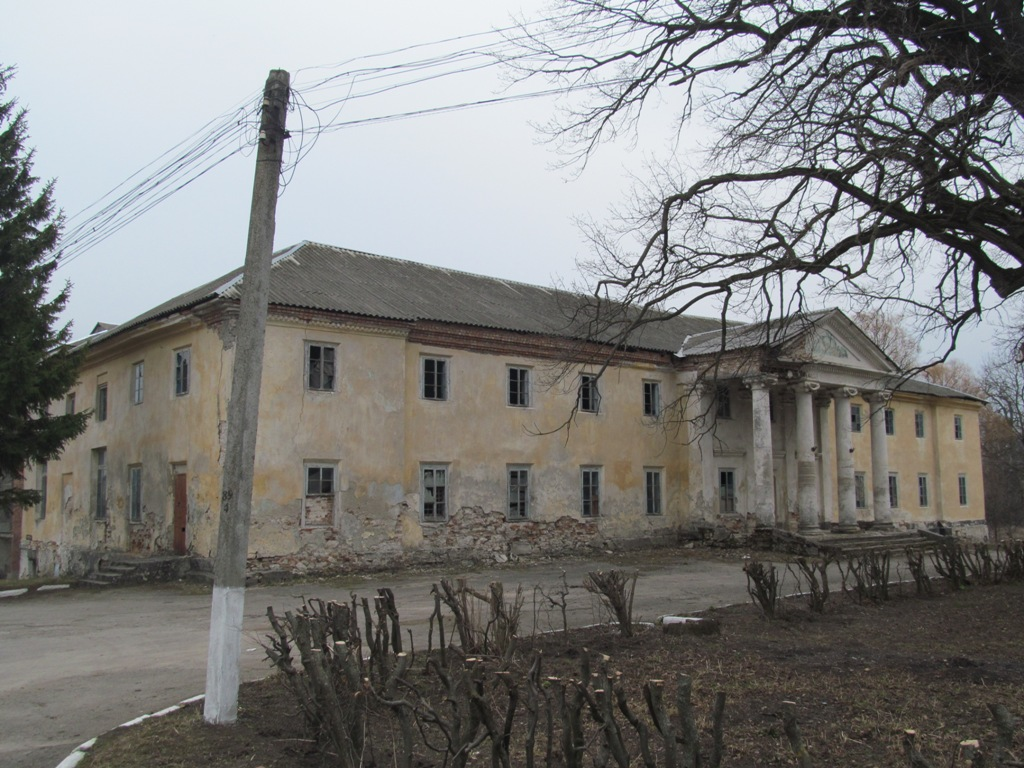
Ruine des im späten 18. Jahrhundert erbauten Palastes in Lissowody

Das erstmals 1559 schriftlich erwähnte Dorf liegt zwischen den Dnisterzuflüssen Smotrytsch im Osten und Schwantschyk im Westen und zwischen der Regionalstraße P–50 im Norden und der Territorialstraße T–23–12 im Süden der Ortschaft. Das Dorf besitzt eine Bahnstation an der Bahnstrecke Butschatsch–Jarmolynzi.
Das ehemalige Rajonzentrum Horodok befindet sich 12 km östlich und das Oblastzentrum Chmelnyzkyj 62 km nordöstlich von Lissowody.
Am 12. Juni 2020 wurde das Dorf ein Teil der Stadtgemeinde Horodok, bis dahin bildete es zusammen mit der Ansiedlung Lissowody (Лісоводи) die gleichnamige Landratsgemeinde Lissowody (Лісоводська сільська рада/Lissowodska silska rada) im Westen des Rajons Horodok.
Am 17. Juli 2020 kam es im Zuge einer großen Rajonsreform zum Anschluss des Rajonsgebietes an den Rajon Chmelnyzkyj.